# Linha 4 (Metro de Barcelona)
A Linha 4 do Metro de Barcelona tem o seu trecho mais antigo entre as estações  Jaume I e Passeig de Gràcia quando este pedaço da linha fazia parte do "Gran Metro de Barcelona" inaugurado em 1926.

## História
Sofreu uma série de expansões a partir de 1970, quando se tornou uma linha independente. Oficialmente a Linha 4 foi inaugurada em 5 de fevereiro de 1973, com seis estações  entre  Joanic e Jaume I. A concepção inicial era de que a linha seria circular, este plano não foi concretizado.
A linha é de traçado duplo, e esta construída totalmente subterrânea. As oficinas de manutenção estão situadas junto a estação Vía Júlia. 

Linha 4 do Metro de Barcelona.

## Informações técnicas
| Cor                           | Amarelo                         |
| Número de estações            | 22                              |
| Tipo                          | Metro convencional              |
| Distância                     | 17,3 km.                        |
| Trens                         | Serie 1100 e 2100.              |
| Tempo de viagem               | -o-                             |
| bitola da via                 | 1.435 mm (bitola internacional) |
| Tração                        | Eletricidade                    |
| Trecho ao ar livre            | nenhum                          |
| Cobertura de telefone celular | Disponível em toda linha        |
| Oficinas e páteos de manobra  | Vía Júlia                       |
| Operadora                     | TMB                             |

## Crescimento da linha
Estão sendo construídas tres novas estações Santander , Sangrera-Tav e Sangrera-Meridiana  esta última fará interligação com as Linha 1 (Metro de Barcelona) e Linha 5 (Metro de Barcelona).

Entre as estações Maragall e Llucmajor será construído uma interligação com a Linha 5 (Metro de Barcelona).